# 오레스테스 (비극)
《오레스테스》(고대 그리스어: Ὀρέστης, Orestēs)는 에우리피데스가 쓴 고대 그리스 비극 작품이다.

## 개요
감히 신을 시험하려 한 탄탈로스의 오만이 화근이었다. 그로부터 5대에 걸쳐 그 자손들은 근친상간, 골육상쟁의 비극을 겪는다. 아가멤논은 바로 이 가문에 내려진 저주의 희생자였다. 아가멤논은 딸을 제단에 바치고 트로이 전쟁에 나서면서 아내 클리타임네스트라의 원한을 산다. 아가멤논이 승전하여 트로이의 공주이자 사제였던 카산드라를 대동해 그리스로 돌아오자 클리타임네스트라의 분노는 극에 달한다. 정부와 공모해 아가멤논을 살해한 클리타임네스트라는 후환이 두려워 아들 오레스테스를 나라 밖으로 추방해 버린다. 오레스테스는 몰래 고국으로 돌아와 누이 엘렉트라와 함께 어머니를 살해한다.
천륜을 저버린 대가는 가혹했다. 오레스테스는 복수의 여신들에게 쫓기는 신세가 되어 환상과 광기에 사로잡힌다. 어미를 죽인 죄로 그리스 시민들에게도 신에게도 미움받는 오레스테스 곁엔 언제나 곁을 지켜 준 친구이자 사촌 필라데스와 누이 엘렉트라뿐이다. 세 사람은 모친 살해의 정당성을 주장하지만 아무도 이들의 말을 들어주지 않는다. 심지어 이 끔찍한 복수를 지시한 것은 아폴론 신이었는데도 말이다.
“포이보스 아폴론 신께서는

너무나 불결하고 잔인한 일을

우리 두 사람에게 시키시고는

결국 우리를 희생자로 삼으셨어요.

우리 손으로 아버지를 살해한 어머니의 피를

흘리게 하셨으니까요.”— 23쪽, 엘렉트라의 대사 중에서.

에우리피데스는 ≪오레스테스≫에서 신의 뜻이 언제나 옳은 것만은 아니라고 말한다. 그렇다고 인간이 자유 의지로 신의 뜻을 꺾을 수 있는 것은 아니다. 다만 예정된 운명, 불합리하고 가혹한 운명 가운데서도 인간은 스스로 정의를 찾기 위해 고뇌하고, 고통을 감내한다. 이 작품에서 에우리피데스는 아버지를 살해한 어머니를 죽여 정의를 지키고자 한 오레스테스의 고뇌, 복수의 여신에게 쫓기는 한 인간의 고통을 통찰력 있게 그려 냈다. 또한 오레스테스의 죄를 아레오파고스 법정에서 묻기로 하는 결말을 통해 신들의 뜻이 정의로 통하던 구시대가 저물고 민주주의라는 새로운 시대가 열릴 것임을 예고했다.

## 등장 인물
- 엘렉트라 - 아가멤논과 클리타임네스트라의 딸
- 헬레네 - 메넬라오스의 아내
- 코러스 - 아르고스의 여인들
- 오레스테스 - 아가멤논과 클리타임네스트라의 아들
- 메넬라오스 - 아가멤논의 동생, 스파르테 왕
- 튄다레오스 - 헬레네의 아버지
- 사자 - 아가멤논의 늙은 하인
- 헤르미오네 - 메넬라오스와 헬레네의 딸
- 프뤼기아인 - 헬레네의 노예
- 아폴론 - 태양과 예언 및 광명·의술·궁술·음악·시를 주관하는 신

## 참고 문헌
- 에우리피데스, 천병희 역, 『에우리피데스 비극 전집 2』299~374쪽, 도서출판 숲, 2009.